# 万荣站 (万象省)
万荣站（羅馬化：Sathani Vanguaiang）是位于老挝万象省万荣市，亦是磨万铁路新建的20座客货运站之一，2021年12月投入营运使用。该站房建筑面积为5000平方米，候车室最高聚集人数为600人；站场设计规模为2台4线。